# جؤجؤ (تشريح الطيور)

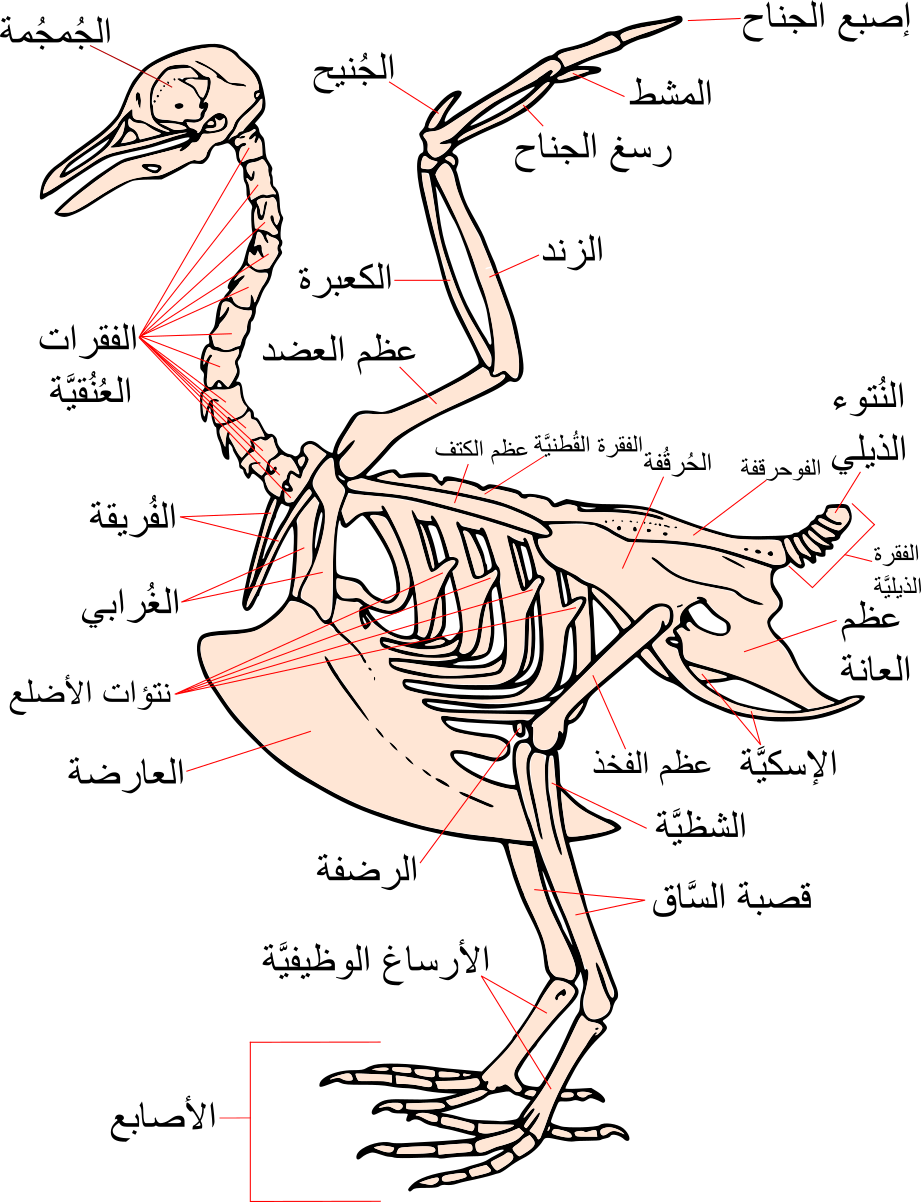
رسم توضيحيٌّ لأقسام الهيكل العظميِّ عند الطَّائر (هيكل عظميٌّ ليمامةٍ نموذجًا).

العَارِضَةُ (بالإنجليزية: Keel)‏ أو الجُؤْجُؤُ (بالإنجليزية: Carina)‏ في تشريح الطيور هو امتداد لعظم القص الذي يمتد محوريًا على طول خط منتصف القص ويمتد للخارج، عموديًا على مستوى الأضلاع. تُوفر العارضة مرساةً ترتبط بها عضلات جناح الطائر، ما يوفر قوة كافية للطيران. ليست كل الطيور لها عارضة. على وجه الخصوص، تفتقر بعض الطيور التي لا تطير إلى إليها. بدون عارضة لن يتمكن الطائر من الطيران. تحوي بعض الطيور التي لا تطير على عارضة، مثل البطريق؛ ولكن في حالة البطريق، فإن جناحيه صغيران جدًا بالنسبة لجسمه، لذا فإن الطيران سيتطلب رفرفة جناحيه بسرعة كبيرة جدًا ليكون عمليًا.